# Омметр
Омме́тр (Ом + др.-греч. μετρεω «измеряю») — измерительный прибор непосредственного отсчёта для определения электрических активных (омических) сопротивлений. Обычно измерение производится по постоянному току, однако, в некоторых электронных омметрах возможно использование переменного тока. Разновидности омметров: мегаомметры, гигаомметры, тераомметры, миллиомметры, микроомметры, различающиеся диапазонами измеряемых сопротивлений.

## Классификация и принцип действия

### Классификация

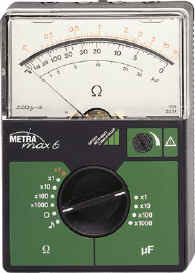
Омметр

- По исполнению омметры подразделяются на щитовые, лабораторные и переносные
- По принципу действия омметры бывают магнитоэлектрические — с магнитоэлектрическим измерителем или магнитоэлектрическим логометром (мегаомметры) и электронные — аналоговые или цифровые

### Магнитоэлектрические омметры
Действие магнитоэлектрического омметра основано на измерении силы тока, протекающего через измеряемое сопротивление при постоянном напряжении источника питания, с помощью магнитоэлектрического микроамперметра. Для измерения сопротивлений от сотен ом до нескольких мегом измеритель (микроамперметр с добавочным сопротивлением), источник постоянного напряжения и измеряемое сопротивление rx включают последовательно. В этом случае сила тока I в измерителе равна: I = U/(r0 + rx), где U — напряжение источника питания; r0 — сопротивление измерителя (сумма добавочного сопротивления и сопротивления рамки микроамперметра).
Согласно этой формуле, магнитоэлектрический омметр имеют нелинейную шкалу. Кроме того, она является обратной (нулевому значению сопротивления соответствует крайнее правое положение стрелки прибора). Перед началом измерения сопротивления необходимо выполнить установку нуля (скорректировать величину r0) специальным регулятором на передней панели при замкнутых входных клеммах прибора, для компенсации нестабильности напряжения источника питания.
Поскольку типичное значение тока полного отклонения магнитоэлектрических микроамперметров составляет 50..200 мкА, для измерения сопротивлений до нескольких мегаом достаточно напряжения питания, которое даёт встроенная батарейка. Более высокие пределы измерения (десятки — сотни мегаом) требуют использования внешнего источника постоянного напряжения порядка десятков — сотен вольт.
Для получения предела измерения в единицы килоом и сотни ом, необходимо уменьшить величину r0 и соответственно увеличить ток полного отклонения измерителя путём добавления шунта. 
При малых значениях rx (до нескольких ом) применяется другая схема: измеритель и rx включают параллельно. При этом измеряется падение напряжения на измеряемом сопротивлении, которое, согласно закону Ома, прямо пропорционально сопротивлению, (при условии I=const).
- ПРИМЕРЫ: М419, М372, М41070/1

### Логометрические мегаомметры

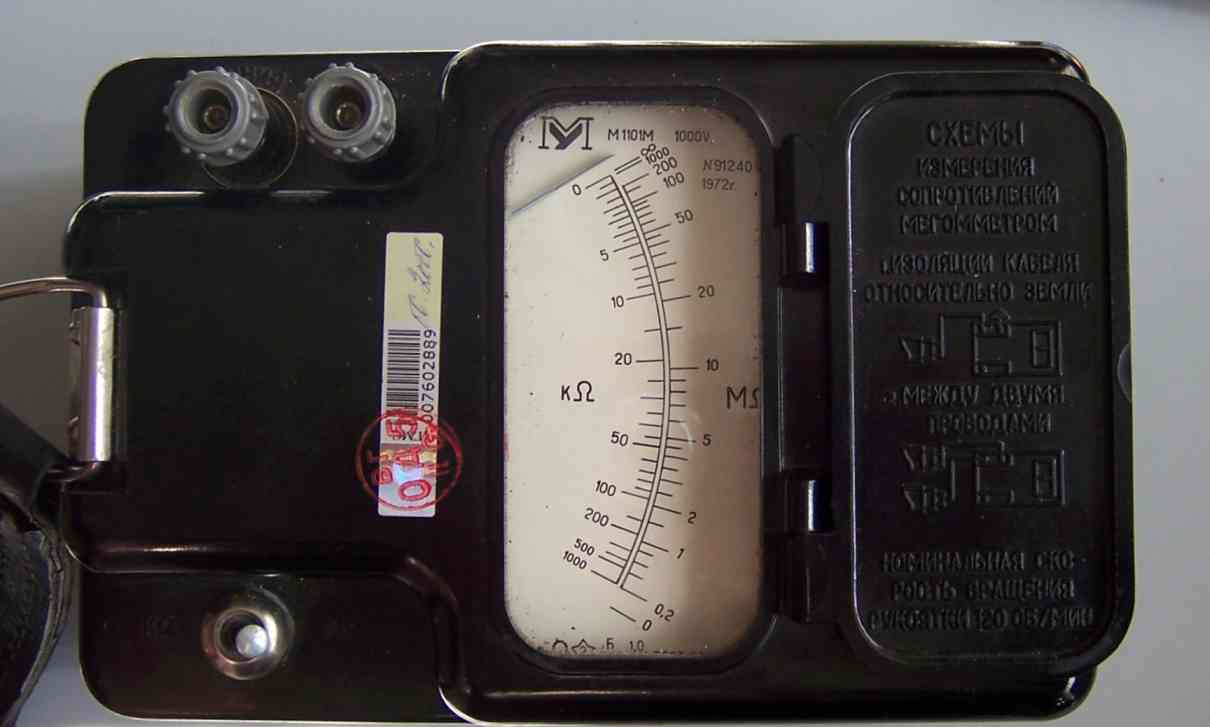
Мегаомметр М1101М

Основой логометрических мегаомметров является логометр, к плечам которого подключаются в разных комбинациях (в зависимости от предела измерения) образцовые внутренние резисторы и измеряемое сопротивление, показание логометра зависит от соотношения этих сопротивлений. В качестве источника высокого напряжения, необходимого для проведения измерений, в таких приборах обычно используется механический индуктор — электрогенератор с ручным приводом, в некоторых мегаомметрах вместо индуктора применяется полупроводниковый преобразователь напряжения.
- ПРИМЕРЫ: ЭС0202, М4100

### Аналоговые электронные омметры
Принцип действия электронных омметров основан на преобразовании измеряемого сопротивления в пропорциональное ему напряжение с помощью операционного усилителя. Измеряемый объект включается в цепь обратной связи (линейная шкала) или на вход усилителя.
- ПРИМЕРЫ: Е6-13А, Ф4104-М1

### Цифровые электронные омметры

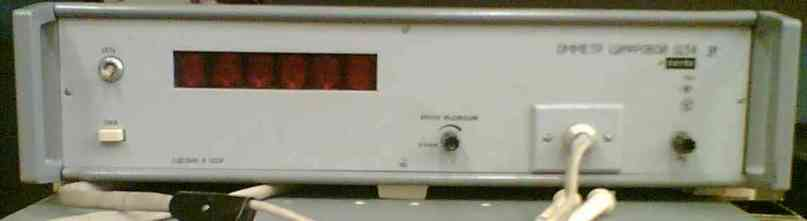
Цифровой омметр Щ34

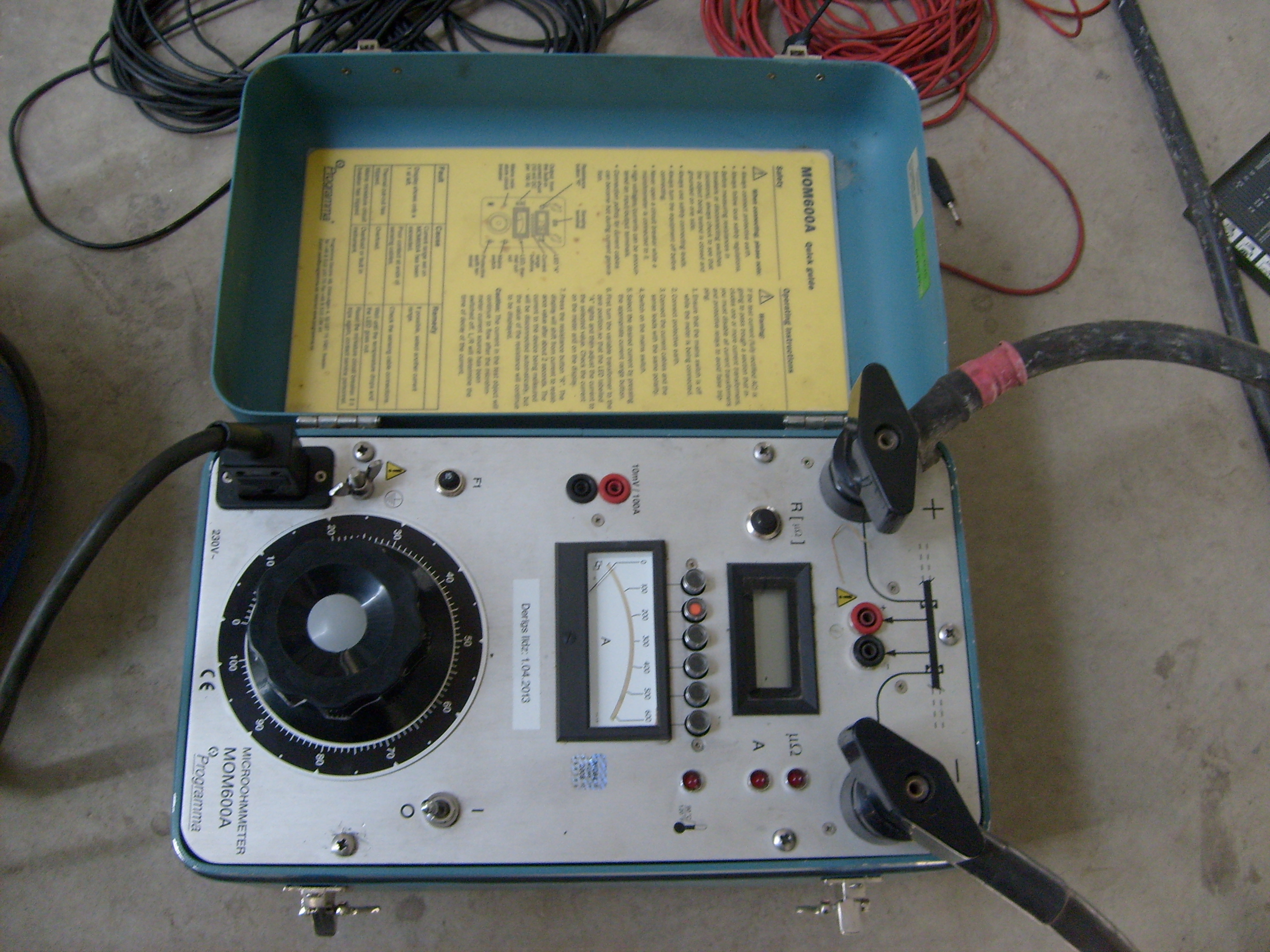
Микроомметр MOM600A

Цифровой омметр представляет собой измерительный мост с автоматическим уравновешиванием. Уравновешивание производится цифровым управляющим устройством методом подбора прецизионных резисторов в плечах моста, после чего измерительная информация с управляющего устройства подаётся на блок индикации.
- ПРИМЕРЫ: ОА3201-1, Е6-23, Щ34

### Измерения малых сопротивлений. Четырёхпроводное подключение
При измерении малых сопротивлений может возникать дополнительная погрешность из-за влияния переходного сопротивления в точках подключения. Чтобы избежать этого применяют т. н. метод четырёхпроводного подключения. Сущность метода состоит в том, что используются две пары проводов: по одной паре на измеряемый объект подаётся заданный ток, с помощью другой пары производится измерение напряжения на объекте, пропорционального силе тока и сопротивлению объекта. Провода подсоединяются к выводам измеряемого двухполюсника таким образом, чтобы каждый из токовых проводов не касался непосредственно соответствующего ему провода напряжения, при этом получается, что переходные сопротивления в местах контактов не включаются в измерительную цепь.

## Наименования и обозначения

### Видовые наименования
- Микроомметр — омметр с возможностью измерения очень малых сопротивлений (менее 1мОм)
- Миллиомметр — омметр для измерения малых сопротивлений (единицы — сотни миллиом)
- Мегаомметр (устар. мегомметр) — омметр для измерения больших сопротивлений (единицы — сотни мегаом)
- Тераомметр — омметр для измерения очень больших сопротивлений (единицы — сотни тераом)
- Измеритель сопротивления заземления — специальный омметр для измерения переходных сопротивлений в устройствах заземления

### Обозначения
Омметры обозначаются либо в зависимости от системы (основного принципа действия), либо по ГОСТ 15094
- Мхх — приборы магнитоэлектрической системы
- Фхх, Щхх — приборы электронной системы
- Е6-хх — измерители сопротивлений, маркировка по ГОСТ 15094

## Основные нормируемые характеристики
- Диапазон измерения сопротивлений
- Допустимая погрешность или класс точности
- напряжение на клеммах прибора

## Другие средства измерения сопротивлений

### Измерение сопротивления по постоянному току
- Измерительный мост — обеспечивает весьма высокую точность, но неудобен из-за необходимости ручного уравновешивания
- Магазин сопротивлений, катушки электрического сопротивления — измерение производится методом сравнения, с помощью замещения измеряемого объекта
- Мультиметр (тестер) — комбинированный прибор для измерения напряжения, силы тока и сопротивления

### Измерение сопротивления по переменному току
- Измеритель иммитанса — измерения сопротивления на частотах от десятков герц до нескольких мегагерц
- Высокочастотный (векторный) измеритель импеданса — измерения сопротивления на частотах сотни килогерц — сотни мегагерц
- Измеритель добротности — измерения сопротивления косвенным методом на частотах от 1 кГц до нескольких сотен мегагерц
- Измеритель полных сопротивлений — измерения сопротивления нагрузки линии на частотах в десятки — сотни мегагерц
- Измерительная линия — измерения сопротивления нагрузки линии на частотах в сотни — тысячи мегагерц